# ヒラリー・ダフ
ヒラリー・ダフ（Hilary Erhard Duff, 1987年9月28日 - ）は、アメリカ合衆国テキサス州ヒューストン出身の女優・歌手である。身長157cm。
ディズニー・チャンネルのドラマ『リジー&Lizzie』で主演を務め、歌手としても活動するなど、2000年代の著名なティーン・アイドルの一人である。

## 生い立ち
1987年9月28日、アメリカ合衆国テキサス州ヒューストンで、イングランド系アメリカ人の実業家の父ボブと、母スーザンのもとに次女として生まれる。デビューのきっかけは所有している広大な土地を撮影で使いたいと頼まれ、父が娘達のエキストラ出演を条件にしたため。幼い頃から母の勧めで姉とともに演劇学校に通わされ、地元演劇団にも所属していた。6歳の時にはテキサス州サンアントニオで開かれたチャイコフスキーのバレエ『くるみ割り人形』に姉とともに出演した。姉妹は次第に演劇に熱中していき、さらに活躍の場を求めて母とともにロサンゼルスへと移住した（父は仕事の関係上ヒューストンに留まった）。数々のオーディションを受けたのち、テレビ番組に出演することとなる。

## 女優業
1997年、最初に出演した番組は、ホールマーク・エンターテイメント製作のミニ西部劇シリーズ『ロード・トゥ・ヘブン』という作品だったが脇役でクレジットも無かった。このほか、ウィラード・キャロルが監督・脚本をつとめたコメディ・ドラマ『マイ・ハート、マイ・ラブ』などの作品でもクレジット無しの出演をしている。初めて活躍した映画『キャスパー マジカル・ウェンディ』では子魔女を演じるも、ビデオリリースという形になった。
1999年、その後はテレビ映画『ソウル・コレクター』に出演。同作品はキャサリーン・ケインの小説をもとにブルース・グリーンウッドが主演した。ブルースは天使役でメリッサ・ギルバート演じる夫を最近亡くした女性農夫を助けるというストーリー。ヤング・アーティスト賞で最優秀助演子役賞を受賞した。
2000年、NBC放送の試験的ドラマ『Daddio』に子役の一人として出演した時、主役であった俳優マイケル・チクリスは彼女と仕事をした後「「あの娘は将来映画俳優になるだろう」と妻に言ったことを覚えているよ。彼女は子役ながら自分の演技方法を練っていた」と述べている。しかしそんな彼女は上記作品が発表される前にキャストを降り、女優を止めようと真剣に考えていた。その直後、マネージャーと母に背中を押され受けたオーディションで彼女を一躍有名にすることとなるファミリー・コメディー番組『リジー&Lizzie』のメイン・キャラクターの座を掴んだ。
2001年、『リジー&Lizzie』は2001年1月にディズニー・チャンネルにて放送を開始。毎回230万人以上の視聴者がおり、ヒラリーは9歳から14歳程度の子供の中で一気にポピュラーな存在となった。ニューヨーク・デイリーニューズの記者リチャード・ホフは彼女を「2002年のアネット・ファニセロだ」と書いた。ヒラリーが65回分のエピソードを撮り上げた後、ディズニーはこの番組をもっと拡張し映画化とABC放送でのプライム・タイムの放送を練っていたがABC進出は頓挫し、後に映画化された。
2002年、最初の映画出演は2002年のインディペンデント映画『ヒューマン・ネイチュア』（監督ミシェル・ゴンドリー、脚本チャーリー・カウフマン）。パトリシア・アークエット演じる野生女の幼少時代を演じ、カンヌ国際映画祭でも上映された。また、ディズニーチャンネルのテレビ映画『カデット・ケリー』でクリスティ・カールソン・ロマーノとゲイリー・コールの相手役として出演。同作はディズニー・チャンネル19年の歴史の中で最も視聴率の良い番組となった。
2003年、映画スターとしてのキャリアに火を付けたのはフランキー・ムニッズと共演した『エージェント・コーディ』である。同作は人気が出て続編も制作されたがヒラリーは参加していない。2003年の暮れには12人の少年少女の一人として『12人のパパ』に出演する。2005年にパート2も制作された。
2005年、中世のフランス人童話作家シャルル・ペローの作品を元に書かれた映画『シンデレラ・ストーリー』に出演。作品はヒットし、いくつかの評論では共演のチャド・マイケル・マーレイとの相性が良かった、などと書かれた。その後、映画『Raise Your Voice』の撮影をスタート。『パーフェクト・マン』では離婚歴があり、ニューヨークで必死になって男を捜す女の長女ホリー役を演じた。
2006年、姉ヘイリーと共に風刺コメディ『マテリアル・ガールズ』に出演した。監督はマーサ・クーリッジ、製作はマドンナの独立系製作会社マーヴェリック・エンターティメントが手がけた。ストーリーは、ミリオネアの娘姉妹が亡くなった両親の遺産を相続するも、スキャンダルにより全ての財産を失ってしまう。そこから二人が努力して遺産を取り戻す、というもの。しかし、興行的に失敗して酷評された。

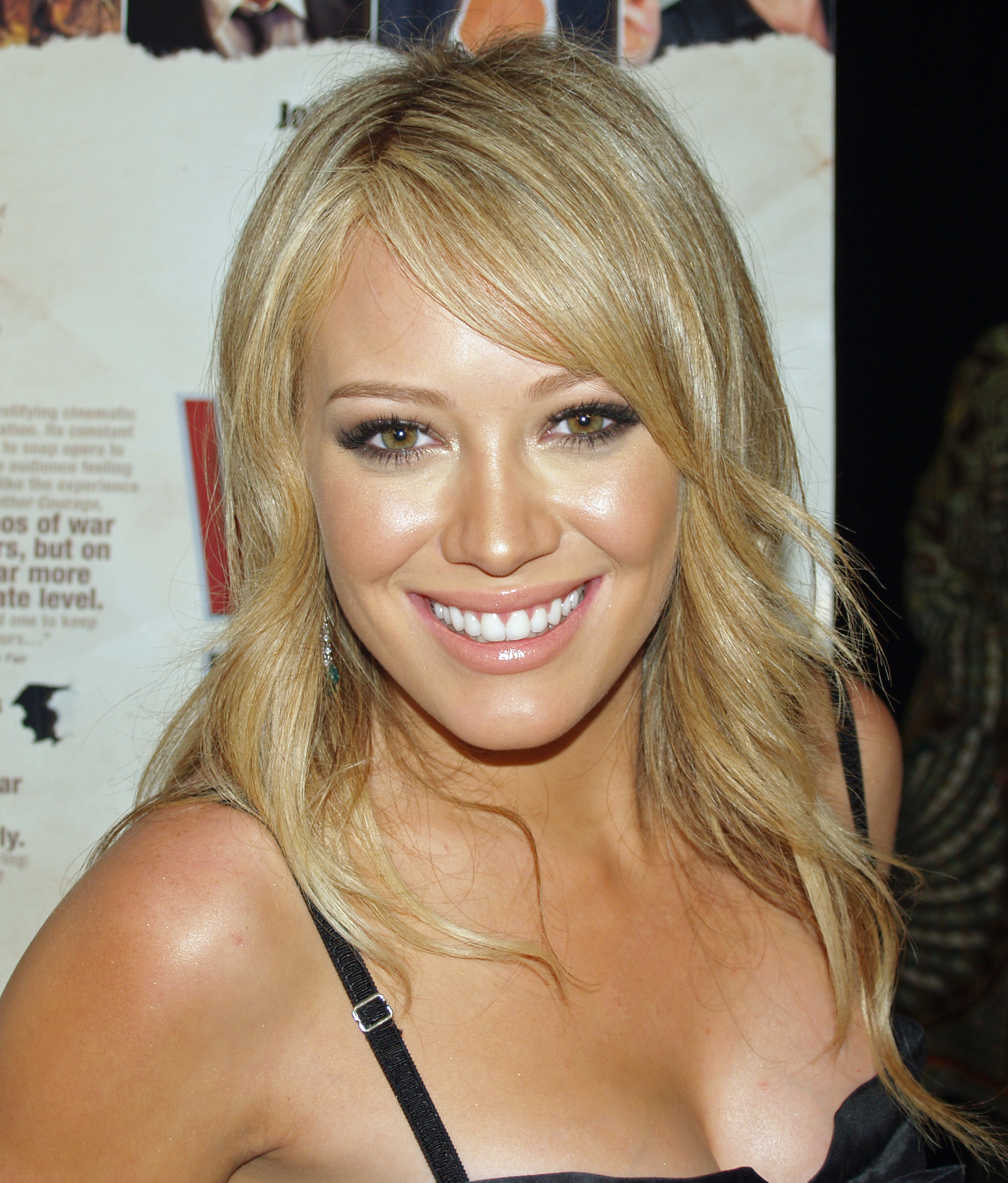
2008年

2007年、ダフ姉妹は2008年公開予定のコンピューター・アニメーション『Foodfight!』に声優として参加。監督のローレンス・カサノフは「彼女たちが参加してくれてとても嬉しいよ」と語っている。他にも2008年4月に公開された映画『エージェント・オブ・ウォー』でジョン・キューザックの相手役として出演。この作品は近未来を描いたもので撮影はブルガリアで行われた。映画撮影に専念できるよう、また責任感を証明するために5枚目のアルバム・レコーディングを先延ばしにした。
2009年、リジー&Lizzie」以来となるTVドラマ「Barely Legal」に主演する予定だったが、この話はお蔵入りになり、代わりに10月から『Gossip Girl』の第三シーズンにゲスト出演が決まった。映画スターのヒラリーが普通の大学生活を味わってみたいと入学し、ヴァネッサのルームメイトとなる役で、数話に出演。
2011年には、『The Story of Bonnie and Clyde』（俺たちに明日はないのリメイク）に主演する予定だったが、妊娠したため降板になった。後日、契約のため10万ドルを受け取ったことが報道された。
2015年、Huluシリーズ『Younger』にケルシー・ピーターズ役で出演。本シリーズは、シーズン7まで続いた。
2022年、『ママが恋に落ちるまで』のスピンオフとなる『パパが恋に落ちるまで』にソフィー役で主演。大ヒットシリーズになることを期待されていたが、批評家に酷評され、シーズン2で打ち切り。

## 歌手業
2002年、『リジー&Lizzie』の主題歌としてブルック・マクレイモントのカバー曲「I Can't Wait」をレコーディングし、「The Tiki Tiki Tiki Room」という曲はディズニー音楽アルバム「DisneyMania」に収録されている。『リジー&Lizzie』のサウンドトラックは100万枚以上のセールスを記録。彼女自身の初めてのアルバム「Santa Claus Lane」はクリスマスソングを集めたもので、リル・ロメオ、クリスティーナ・ミリアン、そして姉ヘイリーなどとのデュエット曲も収録されている。ディズニーチャンネルがリリースした彼女の曲「Tell Me a Story」はビルボードチャートTOP200で100位だったが、その後ゴールドディスクを受賞した。「Santa〜」シリーズは第2盤も発売され、映画『12人のパパ』の主題歌も収録されている。彼女は『リジ〜』でいくつかの曲を歌っており「Why Not」ではオーストラリアで20位に食い込む売り上げを残した。
2003年、2枚目のアルバム「Metamorphosis」は音楽プロデューサー、ザ・マトリックス(The Matrix)が手がけ、アメリカ・カナダヒットチャートで1位を獲得した。同アルバムは2003年のヒットアルバムとなり370万枚（日本20万枚）のセールスを記録した。アルバムからリリースされたファーストシングル「So Yesterday」はアメリカではビルボードHot100チャートで42位であったが、カナダでは2位、オーストラリアでも8位を記録した。セカンド・シングルの「Come Clean」はアメリカで35位を記録。2003年末には初めてのコンサートツアー「Metamorphosis Club Tour」を開始。
2004年、ヒラリーが参加する「DisneyMania 2」で彼女は姉ヘイリーとのデュエット曲「The Siamese Cat Song」の他「Circle of Life」と言う曲では他のディズニーチャンネル・スター達とデュエットを行った。ダフ姉妹は映画『シンデレラ・ストーリー』用にゴーゴーズのカバー曲「Our Lips Are Sealed」を発売、このアルバムにはヒラリーの曲が他2曲収録されている。「Our Lips Are Sealed」のプロモはMTVのトータル・リクエスト・ライブ(TRL)で人気が出る。9月15日に発売された3枚目のアルバム「Hilary Duff」では「Metamorphosis」よりもロック調の音楽を取り入れエッジのきいた作品となった。同アルバムはアメリカ2位、カナダ1位を獲得し150万枚のセールスを記録。「Fly」と「Someone's Watching over Me」はシングルカットされ、オーストラリアでは40位以内に入る。ダフはコンサートツアー「Most Wanted Tour」を9ヶ月行った。Teen Choice Award2004では「People's choice favorite international」「Artist Best International video」にノミネート。 MTV Video Music Awards「Best Pop Video」にノミネート。この時ポスト・ブリトニー・スピアーズと呼ばれた。なお、10月14日に、日本のみの企画盤としてリミックス9曲のCDとライブDVDがセットとなった「The Girl Can Rock」がリリースされている。
2005年、4枚目のアルバム「Most Wanted」は、既発曲に新曲を加えたコンピレーション・アルバムとなった（「Come Clean」「Rock This World」「Why Not」はリミックスバージョンで収録）。アルバムはチャート1位を獲得、130万枚を売り上げた。彼女はこのアルバムについて「このアルバムはグレイテスト・ヒッツじゃないわ。でもレーベルは私に今が新しいアルバムを発売する時だって言ったの」の述べている。彼女はバンド、グッド・シャーロットのメンバーで彼女のボーイフレンドだったジョエル・マッデンと彼の弟ベンジーとともに、新曲の「Wake Up」「Beat Of My Heart」のソングライティングにも参加した。「Wake Up」はシングルカットされ、ビルボードHot100チャートで24位、イギリスでは7位と、この時点で彼女にとって最も売れたシングルとなった。
2006年、映画『マテリアルガール』の主題歌は音楽プロデューサー、ティンバランドによって手がけられ、姉ヘイリーと共にマドンナの曲「Material Girl」をカバーした。トータル・リクエスト・ライブ(TRL)によるとヒラリーの5枚目のアルバムは2007年1月にアメリカでリリース予定とされており、先駆けてシングル「Play with Fire」がラジオで発表された。彼女はこのアルバムの製作にあたりカナダ・トロントでプロデューサー、シンガーソングライターのレット・ローレンスや再びカーラ・ディオガーディなどのソングライターと仕事をしている。彼女はこのアルバムについて以前よりダンシング（ダンシー）で、より生の楽器の音を取り入れており「なんて表現したらいいか分からないけど、このアルバムはとてもおもしろくて、ファンキーで、今までと何か違うわ。ポップ・ロックなサウンドは減り、エレクトロニックなサウンドが入ってて、私にとって何か新しいのよ。ほんとにクールな作品ね」と語っている。
2007年、3月21日にアルバム「Dignity」を発売、全米初登場3位を記録する。彼女は髪を黒く染め、「自分の人生を大きく変えたいです」と述べている。1週目で144,000枚とこれまでの中で、最も低い結果となる。総売り上げ枚数は約34万枚であり、アメリカ、アイルランド、イタリアでゴールドディスクを獲得した。1stシングル「Play with Fire」は"Dance Club Songs"チャートでも31位であったが、2ndシングルの「With Love」は、彼女がプロデュースする香水「With Love…Hilary Duff」の広告にも使用され、ビルボードの"Dance Club Songs"チャートで1位を獲得、"Hot 100"でも最高24位まで上昇し、この時点で最も売れたシングルとなった。3rdシングル「Stranger」はふたたび"Dance Club Songs"チャートで1位となった。
2008年、2枚目のベストアルバム「Best Of Hilary Duff」が発売された。このアルバムからのシングル「Reach Out」を発表(デペッシュ・モードの「Personal Jesus」を全面的にサンプリングしている)。ヒラリーのセクシー路線転換について話題になる。
2014年、デビュー時から在籍していたハリウッド・レコードを離れ、新たにRCAレコードと契約を結んだことを発表した。同年7月29日に、RCAレコードからのファースト・シングルとなる「Chashing The Sun」をデジタル配信でリリース、ビデオクリップも公開された。8月12日には、セカンド・シングルとなる「All About You」がリリースされた。
2015年4月7日に、シングル「Sparks」をリリース、6月12日に5枚目のアルバム「Breathe In. Breathe Out.」をリリース、ビルボードHot100で初登場5位を記録した。
2016年、デジタル配信で、フリートウッド・マックのカヴァー曲「Little Lies」をリリースした。

## 私生活
好きなことはショッピングで、好きな飲み物はドクターペッパー、好きな食べ物はフライドポテトで自称「世界一フライドポテトを食べる女」。
ヒラリーが最初にパパラッチされたのは2002年15歳の時、『リジー&Lizzie』のクリスマス特番にカメオ出演した歌手アーロン・カーターとであった。関係は1年半ほど続いたが、アーロンが当時ヒラリーの親友であったリンジー・ローハンと二股をかけていたため破局。ヒラリーは大変なショックを受けたが、アーロンは「Sorry」の一言で終わったとされる。この事件以降ヒラリーとリンジー・ローハンは犬猿の仲だったが、現在は互いを認め合う戦友。パリス・ヒルトンを称える発言も多々ある。
バンド、グッド・シャーロットのジョエル・マッデンと交際していた。多くの雑誌で二人の関係性が憶測された後、彼女の母親が直々にセブンティーン誌のインタビューで交際の事実を語った。2006年6月のエル誌のインタビューで彼女は「私は自分が処女であることにとても関心がある。でもセックスのことを考えたことがないって意味じゃないわ。そりゃ皆したいことだろうし」と語ったが、その後のマッチミュージック誌には、そんなことは言った覚えはないと主張し「セックスのことに関して話すことは興味ない」と語ったのだと訂正した。
『リジー・マグワイア・ムービー』の収入は100万ドル、『シンデレラ・ストーリー』が200万ドル、『リジー&Lizzie』の1エピソードが35000ドル、『エージェント・コーディ』が400万ドル。
2006年にヒラリーは、彼女のストーカーとそのルームメイトを告訴している。警察は調査を進めた後2006年11月3日にストーカー、マクシム・ミアコヴスキーを逮捕。容疑は彼女に「今週末殺す」という脅迫状を送ったための脅迫罪とストーカー罪であった。マクシムは調書にて「ただ彼女と一緒にロマンチックな時間を過ごしたかった」と理由を話した。彼は2000万円にも上る保釈金を払った後マンハッタンビーチ刑務所から釈放、裁判は同年11月7日から始まった。
動物愛護団体などに寄付金を出しており慈善家としての顔も持つ。2005年のハリケーン・カトリーナの際には18歳ながら3000万円近くもの寄付をし、250万食もの食糧支援を行った。
2004年4月から彼女は洋服のデザイン、自身のブランド「Stuff By Duff」を手がけており、アメリカ、オーストラリア、カナダ、南アフリカにて発売している。

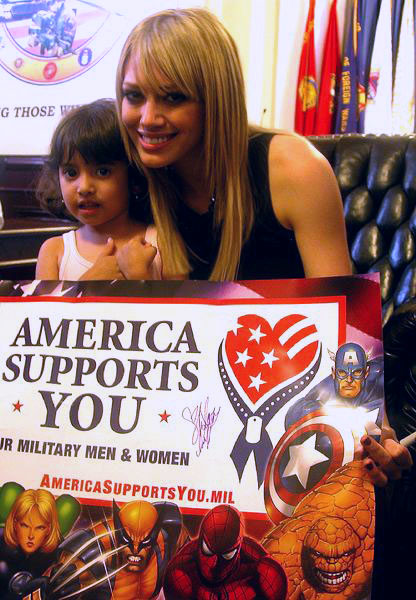
2005年

プレイメイト・トイ社から彼女のCelebrity Dollが2006年発売。
2005年8月、コンサート中マイクがぶつかって欠けてしまった前歯の治療を行い1ヶ月ほど休養した。レコーディングや映画撮影、コンサートツアーなどが終わったら少し休みが欲しいと語っていた。休養明けに彼女は痩せて帰ってきた。それまで彼女自身が否定していたにも関わらず、ゴシップ誌からは過食症だと書かれていた。体重を落とした原因をオーストラリアのトークショー『Today Tonight』に出演した際、アクティブな生活習慣を心がけた、と語っている。
2006年8月、ハリケーン・カトリーナの被災地ニューオーリンズの小学校を訪れ、合衆国農協で支援を行った。
2006年10月に発売されたシミュレーションゲーム『Pets』はヒラリーと彼女の犬ローラが街中を歩くという癒し系のゲーム。ただしPC拡張版では2006年12月31日までにマクシス(Maxis)というウェブサイトから彼女のシミュレーションをダウンロードしないとヒラリー・キャラクターをフルに使うことはできない。
2006年11月頃ジョエルと破局。11月22日、ジョエルが今は一人であるとバーでアピールしているところを目撃され、その後、彼のマネージャーから発表があった。
その後、プロアイスホッケー選手のマイク・コムリーと交際し、20歳の誕生日にはGクラスのベンツをプレゼントしてもらった。もともとアイスホッケーには関心がなかったが、交際するようになってからアイスホッケーの専門書を買うなどして一生懸命ルールなどを学び、カナダを訪れた際にはゲームに参加し楽しんだという。

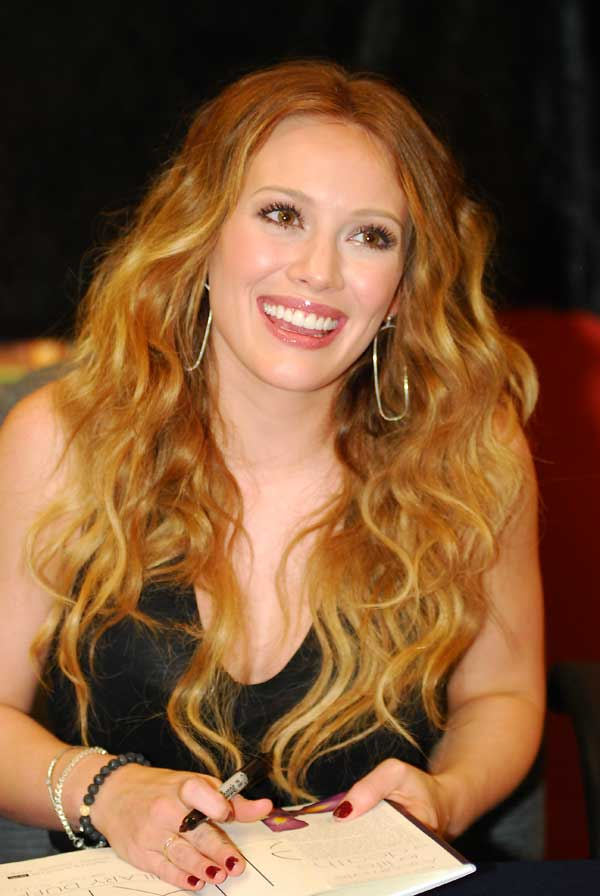
2010年

2010年2月頃、2007年から交際してきたアイスホッケー選手マイク・コムリー（Mike Comrie）と婚約した。同年の8月にヒラリーはハワイでプロポーズされ結婚した。
10月にはデビュー小説 Elixir を出版し、サイン会も開催された。
2011年10月、小説の続編 Devoted を発表し、サイン会も開催された。
2012年3月20日、男児を出産。ルカ・クルーズ・コムニー（Luca Cruz Comrie）と命名し、「出産、子育てはスリリングだ」と語った。
2013年4月、小説の第三弾 True を発売した。2014年1月にコムリーと別居した（2016年2月に離婚が成立）。
2017年1月より、ミュージシャンでプロデューサーのマシュー・コーマ（Matthew Koma）との交際を開始。
2018年6月9日、恋人のマシュー・コーマとの間にヒラリー・ダフとして第二子となる女児を妊娠中であることを発表。10月に出産、バンクス・ヴァイオレット・ベア（Banks Violet Bair）と命名。
2019年5月、マシュー・コーマと婚約。同年12月21日にロサンゼルスの自宅バックヤードにて家族や親しい友人たちとのみ細やかに挙式。
2021年3月24日、第三子となる女児、メイ・ジェームズ・ベア（Mae James Bair）を水中出産。。
2024年5月、第四子となる女児を出産。

## 来日時
- ニッポン放送の番組、松浦亜弥Let's do it!!に出演した。
- 2004年1月14日にミュージックステーションに出演し、So Yesterday を披露した。
- 2008年2月27日、ディズニーモバイルのプロモーションのために来日。TOKYO FM、渋谷スペイン坂スタジオで行われた同局番組『WONDERFUL WORLD』に、伊藤由奈と共に公開生放送に出演した。後日、京都にも立ち寄った。

## 主な出演作品

### 映画
| 年   | 邦題 原題                                                         | 役名                                                                 | 備考           | 吹き替え       |
| ---- | ----------------------------------------------------------------- | -------------------------------------------------------------------- | -------------- | -------------- |
| 1998 | キャスパー マジカル・ウェンディ Casper Meets Wendy                | ウェンディ Wendy                                                     |                | 今津朋子       |
| 2002 | ヒューマンネイチュア Human Nature                                 | リラ・ジュート(少女期) Young Lila Jute                               |                | TBA            |
| 2003 | エージェント・コーディ Agent Cody Banks                           | ナタリー・コナーズ Natalie Connors                                   |                | 坂本真綾       |
| 2003 | リジー・マグワイア・ムービー The Lizzie McGuire Movie             | リジー・マグワイア / イザベラ・パリギ Lizzie McGuire/Isabella Parigi |                | 須藤祐実       |
| 2003 | 12人のパパ Cheaper by the Dozen                                   | ロレイン・ベーカー Lorraine Baker                                    |                | 小笠原亜里沙   |
| 2004 | シンデレラ・ストーリー A Cinderella Story                         | サム・モンゴメリー Sam Montgomery                                    |                | 小林沙苗       |
| 2004 | ヒラリー・ダフの ハート・オブ・ミュージック Raise Your Voice      | テリー・フレッチャー Terri Fletcher                                  |                | 須藤祐実       |
| 2004 | In Search of Santa                                                | クリスタル Crystal                                                   | 声の出演       |                |
| 2005 | パーフェクト・マン ウソからはじまる運命の恋 The Perfect Man       | ホリー・ハミルトン Holly Hamilton                                    |                | 小笠原亜里沙   |
| 2005 | 12人のパパ2 Cheaper by the Dozen 2                                | ロレイン・ベーカー Lorraine Baker                                    |                | 小笠原亜里沙   |
| 2006 | マテリアル・シスターズ Material Girls                             | タンジー・マーチェッタ Tanzie Marchetta                              | プロデューサー | 吹き替え版無し |
| 2008 | エージェント・オブ・ウォー War                                    | ヨニカ Yonica Babyyeah                                               |                | 冠野智美       |
| 2009 | 草食男子の落とし方 Stay Cool                                      | シャースター・オニール Shasta O'Neil                                 |                | 吹き替え版無し |
| 2009 | What Goes Up                                                      | ルーシー・ダイアモンド Lucy Diamond                                  |                |                |
| 2009 | ヒラリー・ダフ ハツ☆コイ According to Greta                       | グレタ Greta                                                         | 製作総指揮     | 須藤祐実       |
| 2011 | Bloodworth                                                        | レイヴン Raven Halfacre                                              |                |                |
| 2012 | ヒラリー・ダフ in 恋する彼女はスーパースター She Wants Me         | キム・パワーズ Kim Powers                                            |                | 吹き替え版無し |
| 2012 | Foodfight!                                                        | サンシャイン・グッドネス Sunshine Goodness                           | 声の出演       |                |
| 2013 | ウィングス Wings                                                  | ウィンディ Windy                                                     | 声の出演       | 衣嶋志野       |
| 2014 | Wings: Sky Force Heroes                                           | ウィンディ Windy                                                     | 声の出演       |                |
| 2015 | Flock of Dudes                                                    | アマンダ・L・ベンソン Amanda L. Benson                               |                |                |
| 2019 | ハリウッド1969 シャロン・テートの亡霊 The Haunting of Sharon Tate | シャロン・テート                                                     | 兼製作総指揮   | 吹き替え版無し |

### テレビ番組
| 年      | 邦題 原題                                                | 役名                                   | 備考                                                     | 吹き替え   |
| ------- | -------------------------------------------------------- | -------------------------------------- | -------------------------------------------------------- | ---------- |
| 1997    | True Women                                               | クレジットなし                         |                                                          |            |
| 1999    | The Soul Collector                                       | エリー Ellie                           | テレビ映画                                               |            |
| 2000    | シカゴ・ホープ Chicago Hope                              | ジェシカ・セルダン Jessie Seldon       |                                                          | TBA        |
| 2001–04 | リジー&Lizzie Lizzie McGuire                             | リジー・マグワイア Lizzie McGuire      | メインキャスト、65 エピソード                            | 須藤祐実   |
| 2002    | カデット・ケリー Cadet Kelly                             | ケリー・コリンズ Kelly Collins         | ディズニー・チャンネル・オリジナル・ムービー             | 須藤祐実   |
| 2003    | George Lopez                                             | ステファニー Stephanie                 |                                                          |            |
| 2003    | American Dreams                                          | シャングリラス The Shangri-Las member  |                                                          |            |
| 2004    | そりゃないぜ!? フレイジャー Frasier                      | ブリトニー Britney                     | 声の出演                                                 | TBA        |
| 2005    | Joan of Arcadia                                          | ディラン・サミュエルズ Dylan Samuels   |                                                          |            |
| 2005    | George Lopez                                             | ケンジー Kenzie                        |                                                          |            |
| 2005    | Dear Santa                                               | 本人 Herself                           | テレビ・スペシャル                                       |            |
| 2007    | The Andy Milonakis Show                                  | 本人 Herself                           |                                                          |            |
| 2007    | Hilary Duff: This Is Now                                 | 本人 Herself                           | ドキュメンタリー                                         |            |
| 2009    | ゴースト 〜天国からのささやき Ghost Whisperer            | モーガン・ジェフリース Morgan Jeffries | 第4シーズン第19話 ブラック・ウィドー "Thrilled to Death" | TBA        |
| 2009    | LAW & ORDER:性犯罪特捜班 Law & Order: SVU                | アシュリー・ウォーカー Ashlee Walker   | 第10シーズン第19話 選択 "Selfish"                        | TBA        |
| 2009    | ゴシップガール Gossip Girl                               | オリヴィア・バーク Olivia Burke        | 6 エピソード                                             | うえだ星子 |
| 2010    | 美人ライターレーンの恋愛記事 Beauty & the Briefcase      | レーン・ダニエルズ Lane Daniels        | テレビ映画、プロデューサー                               |            |
| 2010    | コミ・カレ!! Community                                   | メーガン Meghan                        |                                                          |            |
| 2012    | プロジェクト・ランウェイ Project Runway                  | 本人 Herself                           |                                                          |            |
| 2013    | シングルパパの育児奮闘記 Raising Hope                    | レイチェル Rachel                      |                                                          |            |
| 2013    | チャーリー・シーンのハーパー★ボーイズ Two and a Half Men | ステーシー Stacey                      |                                                          |            |
| 2013    | ドーラといっしょに大冒険 Dora the Explorer               | 氷の魔女 Ice Witch                     | 声の出演                                                 | TBA        |
| 2014    | Real Girl's Kitchen                                      | 本人 Herself                           | 2 エピソード                                             |            |
| 2015    | サバヨミ大作戦！ Younger                                 | ケルシー Kelsey                        | メインキャスト                                           | うえだ星子 |

### CM
- ディズニー・モバイル（2008年、イメージキャラクター）

## ディスコグラフィー

### アルバム
| 年                                        | タイトル                 | アルバム詳細 | チャート最高位 | チャート最高位 | チャート最高位 | チャート最高位 | チャート最高位 | チャート最高位 | チャート最高位 | チャート最高位 | チャート最高位 | チャート最高位 | 認定                                                                 |
| 年                                        | タイトル                 | アルバム詳細 | US             | AUS            | CAN            | ITA            | JPN            | NLD            | NZ             | SPA            | SWI            | UK             | 認定                                                                 |
| ----------------------------------------- | ------------------------ | --- | -------------- | -------------- | -------------- | -------------- | -------------- | -------------- | -------------- | -------------- | -------------- | -------------- | -------------------------------------------------------------------- |
| 2002                                      | Santa Claus Lane         | - 発売日: 2002年10月15日 - レーベル: Buena Vista - フォーマット: CD, digital download - 全米売上: 47.7万枚                    | 154            | —              | —              | —              | 134            | —              | —              | —              | —              | —              | - US: ゴールド                                                       |
| 2003                                      | Metamorphosis            | - 発売日: 2003年8月26日 - レーベル: Buena Vista, Hollywood - フォーマット: CD, CD/DVD, digital download - 全米売上: 396.1万枚 | 1              | 19             | 1              | —              | 9              | 10             | 20             | —              | —              | 69             | - US: 3× プラチナ - AUS: プラチナ - CAN: 4× プラチナ - JPN: ゴールド |
| 2004                                      | Hilary Duff              | - 発売日: 2004年9月28日 - レーベル: Hollywood - フォーマット: CD, digital download - 全米売上: 179.9万枚                      | 2              | 6              | 1              | —              | 5              | 16             | 14             | 83             | —              | —              | - US: プラチナ - AUS: プラチナ - CAN: 3× プラチナ - JPN: ゴールド    |
| 2007                                      | Dignity                  | - 全米売上: 41.1万枚 | 3              | 17             | 3              | 8              | 12             | —              | 31             | 12             | 64             | 25             | - US: ゴールド - ITA: ゴールド                                       |
| 2015                                      | Breathe In. Breathe Out. | - 全米売上: 3.3万枚 | 5              | 4              | 5              | 78             | —              | —              | 29             | 19             | —              | 91             |                                                                      |
| "—"は未発売またはチャート圏外を意味する。 |                          | |                |                |                |                |                |                |                |                |                |                |                                                                      |

### コンピレーション・アルバム
| 年   | タイトル    | アルバム詳細          | チャート最高位 | チャート最高位 | チャート最高位 | チャート最高位 | チャート最高位 | チャート最高位 | チャート最高位 | チャート最高位 | チャート最高位 | チャート最高位 | 認定                                                                             |
| 年   | タイトル    | アルバム詳細          | US             | AUS            | CAN            | ITA            | JPN            | NLD            | NZ             | SPA            | SWI            | UK             | 認定                                                                             |
| ---- | ----------- | --------------------- | -------------- | -------------- | -------------- | -------------- | -------------- | -------------- | -------------- | -------------- | -------------- | -------------- | -------------------------------------------------------------------------------- |
| 2005 | Most Wanted | - 全米売上: 148.9万枚 | 1              | 3              | 1              | 6              | 3              | 51             | 10             | 43             | 69             | 31             | - US: プラチナ - AUS: プラチナ - CAN: 2× プラチナ - JPN: ゴールド - UK: ゴールド |

### シングル
| 年 | 曲名                                                 | 最高順位 | 最高順位 | 最高順位 | 最高順位 | 最高順位 | 最高順位 | 最高順位 | 最高順位 | 最高順位 | 最高順位 | 最高順位 | 最高順位 | 最高順位 | 最高順位 | 最高順位 | 認定            |
| 年 | 曲名                                                 | U.S.     | UK       | CAN      | AUS      | NZ       | AIA      | SWI      | GER      | BEL      | IRE      | FRA      | SWE      | NOR      | DUT      | WOR      | 認定            |
| --- | ---------------------------------------------------- | -------- | -------- | -------- | -------- | -------- | -------- | -------- | -------- | -------- | -------- | -------- | -------- | -------- | -------- | -------- | --------------- |
| 2003 | "Why Not"                                            | –        | –        | –        | 14       | 15       | –        | –        | –        | –        | –        | –        | –        | –        | 20       | –        | –               |
| 2003 | "So Yesterday"                                       | 42       | 9        | 2        | 8        | 23       | –        | 28       | 46       | 11       | 6        | 8        | –        | –        | 5        | 23       | プラチナ (AUS)  |
| 2004 | "Come Clean"                                         | 35       | 18       | 7        | 17       | 17       | –        | 78       | –        | 33       | 16       | 29       | –        | –        | 8        | –        | ゴールド (U.S.) |
| 2004 | "Little Voice"                                       |          |          | 29       | 29       | –        |          | –        | –        | –        | –        | –        | –        | –        | –        | –        | –               |
| 2004 | "Our Lips Are Sealed" (フィーチャリング Haylie Duff) | –        | –        | –        | 8        | –        | –        | –        |          | –        | –        | –        | –        | –        | –        | –        | –               |
| 2004 | "Fly"                                                | –        | 20       | –        | 21       | 24       | –        | –        | –        | –        | 10       | –        | –        | –        | 36       | –        | –               |
| 2005 | "Someone's Watching over Me"                         |          |          | –        | 22       |          |          |          |          |          |          |          |          |          |          | –        | –               |
| 2005 | "Wake Up"                                            | 29       | 7        | 29       | 15       | 24       | 46       | 31       | 68       | –        | 5        | 24       | 45       | 5        | 38       | –        | ゴールド (U.S.) |
| 2005 | "Beat of My Heart"                                   | –        | –        | –        | 13       | –        | –        | 89       | –        | –        | –        | –        | –        | –        | –        | –        | –               |
| 2006 | "Play with Fire"                                     | –        | –        | –        | –        | –        | –        | –        | –        | –        | –        | –        | –        | –        | –        | –        | –               |
| 2007 | "With Love"                                          | TBA      | TBA      | TBA      | TBA      | TBA      | TBA      | TBA      | TBA      | TBA      | TBA      | TBA      | TBA      | TBA      | TBA      | TBA      | TBA             |
| ※空白はその国でシングル発売されなかったことを意味する。 ※"—"はチャート圏外かチャート対象外のいずれかを意味する。 |                                                      |          |          |          |          |          |          |          |          |          |          |          |          |          |          |          |                 |

シングル発売されたリストである。
- "Santa Claus Lane" （2002年10月7日）
- "Tell Me a Story (About the Night Before)" （2002年11月29日）
- "I Can't Wait" （2003年）
- "Why Not" （2003年3月21日）
- "So Yesterday" （2003年7月26日）
- "Come Clean" （2004年1月17日）
- "Our Lips Are Sealed" フィーチャリング Haylie Duff （2004年6月1日）
- "Little Voice" （2004年6月15日） – オーストラリアでリリース
- "Fly" （2004年8月20日）
- "The Getaway" （2004年） – 北米のラジオでリリース
- "I Am" （2004年） – 米国 Radio Disney リリース
- "Weird" （2004年） – スペインのラジオでリリース
- "Someone's Watching over Me" （2005年2月21日） – オーストラリアでリリース
- "Wake Up" （2005年7月15日）
- "Beat of My Heart" （2005年11月9日）
- "Supergirl" （2006年2月28日） – 米国デジタルリリース
- "Fly" （2006年3月13日） – 英国でリリース
- "Play with Fire" （2006年8月15日）

### 米国ラジオ・ディズニー　シングル
- "Beat of My Heart"
- "Come Clean" *
- "Fly" *
- "I Am"
- "I Can't Wait" *
- "Our Lips Are Sealed" featuring Haylie Duff
- "So Yesterday" *
- "Tell Me a Story (About the Night Before)" *
- "The Math" *
- "Wake Up"
- "Why Not"

* ディズニーRDTVで曲のミュージックビデオが紹介していることを示している。

### サウンドトラック
| 年   | 曲名                                                                       | 映画 / テレビ番組        |
| ---- | -------------------------------------------------------------------------- | ------------------------ |
| 2002 | "I Can't Wait"                                                             | Lizzie McGuire           |
| 2002 | "Santa Claus Lane"                                                         | The Santa Clause 2       |
| 2003 | "Why Not"                                                                  | The Lizzie McGuire Movie |
| 2003 | "What Dreams Are Made Of" (ballad version) (フィーチャリング Yani Gellman) | The Lizzie McGuire Movie |
| 2003 | "What Dreams Are Made Of"                                                  | The Lizzie McGuire Movie |
| 2003 | "Why Not" (McMix)                                                          | The Lizzie McGuire Movie |
| 2004 | "Our Lips Are Sealed" (フィーチャリング Haylie Duff)                       | A Cinderella Story       |
| 2004 | "Anywhere but Here"                                                        | A Cinderella Story       |
| 2004 | "Girl Can Rock"                                                            | A Cinderella Story       |
| 2004 | "Now You Know"                                                             | A Cinderella Story       |
| 2004 | "Crash World"                                                              | A Cinderella Story       |
| 2004 | "Someone’s Watching Over Me"                                               | Raise Your Voice         |
| 2004 | "Jericho"                                                                  | Raise Your Voice         |
| 2006 | "Material Girl" (フィーチャリング Haylie Duff)                             | Material Girls           |
| 2006 | "Smile"                                                                    | Material Girls           |
| 2006 | "Happy"                                                                    | Material Girls           |

## ミュージック・ビデオ
| 年   | 曲名                  | 監督            | DVD                                                                         |
| ---- | --------------------- | --------------- | --------------------------------------------------------------------------- |
| 2003 | "I Can't Wait"        |                 | Disney Channel Hits: Take 1 [DVD]                                           |
| 2003 | "Why Not"             | Elliott Lester  | Most Wanted Japanese Edition/All Access Pass/The Lizzie McGuire Movie [DVD] |
| 2003 | "So Yesterday"        | Chris Applebaum | Most Wanted Japanese Edition/All Access Pass                                |
| 2004 | "Come Clean"          | Dave Meyers     | Most Wanted Japanese Edition/The Girl Can Rock                              |
| 2004 | "Our Lips Are Sealed" | Chris Applebaum | Most Wanted Japanese Edition/A Cinderella Story [DVD]                       |
| 2004 | "Fly"                 | Chris Applebaum | Most Wanted Japanese Edition/Learning To Fly                                |
| 2005 | "Wake Up"             | Marc Webb       | Most Wanted Japanese Edition\|                                              |
| 2005 | "Beat of My Heart"    | Phil Harder     | —                                                                           |
| 2006 | "Play with Fire"      | Alex and Martin | Material Girls [DVD]                                                        |

## ファッションブランド
- "Stuff by Hilary Duff"

## 香水
- With Love （ウィズ・ラヴ）

東洋的でスパイシーなフレグランス。シックで高級感があり、やや濃厚、気品ある大人の女性を思わせる香り。2006年に製造、発売。Rodrigo Flores-Roux と Stephen Nilsen による創作。
ボトルデザインは、個性的でシンプルだが美しい。宝石のようにカットされたクリアのガラスボトル（中身の香水がシャンパンゴールド色なので、その色が映える）、シャンパンゴールド色のクリアのプラスチックキャップ。
```
 ・トップノート…スパイス、マンゴー
 ・ミドルノート…ココロボ、マンゴーの花
 ・ベースノート…アンバー、ムスク
```

- Wrapped With Love （ラップト・ウィズ・ラヴ）

With Loveのフォローアップとして、2008年初めに製造され、2008年2月1日発売。甘くフルーティで軽やか、明るく楽しませてくれる香り。
ボトルデザインは、With Loveと同じシルエットで、かわいらしい淡いピンク色のガラスボトルに花をモチーフにした柄がプリントされ、淡いグリーン色のクリアのプラスチックキャップ。
```
 ・トップノート…メロン、マンダリンオレンジ、マンゴスチン、ブラッドオレンジ
 ・ミドルノート…リリー、プラム、バイオレット、マンゴスチンの花
 ・ベースノート…バニラ、ホワイトチョコ、ムスク、ラズベリー
```

## 著書
- Elixir (2010)
- Devoted (2011)
- True (2013)